# Жирковский (Суровикинский район)
Жирковский — хутор в Суровикинском районе Волгоградской области России. Входит в состав Ближнеосиновского сельского поселения.

## История
В «Списке населённых мест Земли Войска Донского», изданном в 1864 году, населённый пункт упомянут как хутор Жирков в составе юрта станицы Верхне-Чирской Второго Донского округа, при речке Доброй, расположенный в 38 верстах от окружной станицы Нижне-Чирской. В Жиркове имелось 48 дворов и проживало 223 жителя (110 мужчин и 113 женщин).

Согласно Списку населённых мест Области Войска Донского по переписи 1873 года в населённом пункте насчитывалось 58 дворов и проживало 200 душ мужского и 181 женского пола.

В 1921 году в составе Второго Донского округа включен в состав Царицынской губернии. В период с 1928 по 1935 годы хутор входил в состав Нижне-Чирского района. В 1935 году перешёл в подчинение новообразованного Кагановичского района (в 1957 году переименован в Суровикинский).
По состоянию на 1936 год Жирковский являлся центром сельсовета. В период с 1957 по 1967 годы хутор административно подчинялся Суровикинскому поселковому (позднее городскому) Совету. С 1967 года входил в состав Стариковского сельсовета, переименованного в 1975 году в Нижнеосиновский сельсовет. На основании закона Волгоградской области «Об установлении границ и наделении статусом Суровикинского района и муниципальных образований в его составе» от 28 октября 2004 года Жирковский является частью Ближнеосиновского сельского поселения.

## География
Хутор находится в юго-западной части Волгоградской области, на берегах реки Добрая (приток Чира), на расстоянии примерно 6 километров (по прямой) к северо-востоку от города Суровикино, административного центра района. Абсолютная высота — 45 метров над уровнем моря.

Климат классифицируется как влажный континентальный с тёплым летом (согласно классификации климатов Кёппена — Dfa).
Часовой пояс
Хутор Жирковский, как и вся Волгоградская область, находится в часовой зоне МСК (московское время). Смещение применяемого времени относительно UTC составляет +3:00.

## Население
| 2010 |
| ---- |
| 308  |

Гендерный состав
По данным Всероссийской переписи населения 2010 года в гендерной структуре населения мужчины составляли 50 %, женщины — соответственно 50 %.
Национальный состав
Согласно результатам переписи 2002 года, в национальной структуре населения русские составляли 83 %.

## Инфраструктура
В Жирковском функционируют начальная школа, фельдшерско-акушерский пункт и 2 магазина.

## Улицы
Уличная сеть хутора состоит из 6 улиц.